# Puva
Puva, acronimo di psoraleni e UV-A, è una terapia basata sull'impiego della luce (in particolare della sua componente UV, ossia radiazione ultravioletta) applicata ad alcune malattie dermatologiche.

## Meccanismo di azione
Associa l'azione fotosensibilizzante degli psoraleni all'esposizione ai raggi ultravioletti di tipo A (lunga), sia solari che artificiali.
Normalmente gli psoraleni sono furocumarine lineari senza alcuna tossicità anche con dosi elevate in somministrazione (falso: https://www.medicinenet.com/psoriasis/article.htm). Dopo l'esposizione ai raggi possono combinarsi con il DNA.
Più alta è la percentuale degli psoraleni assorbita dall'organismo, maggiore è la risposta data. Tutto dipende da come viene trattata la molecola base e dal metodo di preparazione (se si vuole utilizzare la forma liquida, quella cristallina, ecc)

## Usi
Viene utilizzata come trattamento in dermatologia per curare le formi gravi di psoriasi, micosi fungoide, dermatite atopica, alopecia areata, distrofia delle venti dita, eczema, lichen ruber planus.

## Forme
La balneo-PUVA (dove si utilizzano soluzioni di pochi mg di 8-MOP per litro di acqua) è utilizzata come trattamento base per la dermatite atopica.

## Effetti collaterali
Causa nausea, bruciore, prurito, lentiggini, fino a comparse di tumori